# Saarländischer Rundfunk
De Saarländische Rundfunk (SR) is de publieke omroep van de Duitse deelstaten Saarland. De SR is lid van de ARD en ontstond op 1 januari 1957.
De SR heeft studio's in Saarbrücken.

## Televisie
- SR Fernsehen

## Radio
- SR 1 Europawelle – popmuziek en informatie
- SR 2 Kulturradio – cultuur
- SR 3 Saarlandwelle – Duitstalige en Franstalige muziek en informatie over het Saarland
- 103.7 UnserDing – jongeren
- Antenne Saar – gesproken woord in het Duits en Frans